# Ráztočno
Ráztočno (in tedesco Obermauth bei Krickerhau, in ungherese Rásztony) è un comune della Slovacchia facente parte del distretto di Prievidza, nella regione di Trenčín.
Fu menzionato per la prima volta in un documento storico nel 1420. Appartenne alla Signoria di Bojnice.